# Episemasia
Episemasia is een geslacht van vlinders van de familie spanners (Geometridae), uit de onderfamilie Ennominae.

## Soorten
- E. cervinaria Packard, 1873
- E. morbosa Hulst, 1896
- E. solitaria Walker, 1861